# Anemone tenuicaulis
Anemone tenuicaulis är en ranunkelväxtart som först beskrevs av Thomas Frederic Cheeseman och som fick sitt nu gällande namn av Parkin och Sledge.
Anemone tenuicaulis ingår i släktet sippor och familjen ranunkelväxter. Inga underarter finns listade i Catalogue of Life.